# Krater
Krater (с англ. — «Кратер») — ролевая компьютерная игра разработанная и выпущенная шведской компанией Fatshark для Microsoft Windows 12 июня 2012 года и для Mac OS X 25 февраля 2013 года. Действие игры разворачивается в пост-апокалиптическом мире, а игровой процесс схож с геймплеем Diablo. Krater распространяется через сервис цифрой дистрибутиции Steam.
Игра получила смешанные отзывы критиков: хотя графика и игровой мир были оценены положительно, геймплей и, в частности, боевую систему обозреватели посчитали слишком скучными и однообразными.

## Сеттинг
Действие разворачивается в постапокалиптическом мире, разрушенном в результате ядерной войны. Оставшиеся представители человеческой расы выживают с большим трудом, однако Кратер в Швеции, изобилующий животным и растительным миром, становится их спасением. В центре кратера располагается военный комплекс, где находятся запасы высокотехнологичного оборудования — задачей игрока является завладеть им.

## Игровой процесс
Krater — ролевая стратегическая компьютерная игра, в которой игрок контролирует отряд, состоящий максимум из трёх персонажей. Боевая система Krater очень похожа на систему сражений в серии игр Diablo от Blizzard. Отряд всегда атакует противника вместе, но отдельные персонажи могут нападать на разные цели. Каждый герой принадлежит к определённому классу, имеющему свои достоинства и недостатки (например, хилер может лечить сопартийцев, но не способен наносить большой урон). Персонажи могут использовать до двух навыков, которые имеют определённое время перезарядки. Уровень развития героев ограничен пятнадцатым, причём изначально все члены отряда не могут продвинуться дальше пятого: для этого необходимо либо заплатить определённую денежную сумму, либо нанять других персонажей. Перейдя на новый уровень, персонаж получает дополнительную свободную ячейку, в которую можно вставить имплант — специальный модификатор, улучшающий параметры или усиливающий способность. Если член отряда погибает в бою, он может быть воскрешён, но его здоровье будет близко к нулю, а также с некоторой вероятностью персонаж получит серьёзную травму, которая ухудшает его показатели (например, из-за сломанных пальцев персонаж хуже стреляет). Многие увечья могут быть излечены врачом в городе за определённую цену, но часть из них является неизлечимыми. Игрок может заменить травмированного сопартийца на нового рекрута, но его придётся развивать с нуля.
В игре также присутствует возможность создания предметов, в частности, имплантатов; для этого требуется найти чертёж (купив его у торговцев или отыскав в подземелье) и необходимые материалы.

## Отзывы и критика
| Сводный рейтинг       | Сводный рейтинг |
| Агрегатор             | Оценка          |
| --------------------- | --------------- |
| GameRankings          | 55,65 %         |
| Metacritic            | 52/100          |
| Иноязычные издания    |                 |
| Издание               | Оценка          |
| Destructoid           | 5,5/10          |
| Game Informer         | 6/10            |
| RPGFan                | 60/100          |
| Русскоязычные издания |                 |
| Издание               | Оценка          |
| Absolute Games        | 48/100          |
| PlayGround.ru         | 7,6/10          |
| «Игромания»           | 6,5/10          |

Krater получила смешанные отзывы критиков; на сайте Metacritic её общая оценка составила 52 очка из 100. Обозреватель Destructoid в своей статье отмечает, что спустя около десяти часов игра становится бессмысленной: персонажи достигают максимального уровня развития и имеют лучшее оборудование. Кроме того, по его мнению, в Krater всё определяет «насколько быстро ты кликаешь и насколько велика удача». Вместе с тем, обозреватель положительно оценил «довольно яркий» мир игры и персонажей, которые предлагают квесты: их реплики не слишком оригинальны, но достаточно интересны. В статье журнала UPgrade был положительно оценен игровой мир, в котором встречается разнообразная растительность и мелкие животные, однако игровой процесс был назван чрезмерно банальным, а сама игра, по мнению обозревателя, «подходит для слезающих с MMORPG». На сайте AG.ru сюжет, напротив, был назван «тоскливым», не предлагающим никаких ярких деталей, кроме того, многие вопросы, которые могут возникнуть у игрока, остаются без ответа: например, кому принадлежит власть в Кратере и как взаимодействуют поселения между собой. Игровой процесс также был раскритикован ввиду «неуместной» сложности и рутинности, которая усугубляется слишком долгой перезарядкой способностей. К положительным сторонам Krater была отнесена графика и степень проработанности городов, однако подземелья журналист посчитал слишком похожими друг на друга, заметив, что такая же проблема присутствовала в Mass Effect. Квесты также были оценены негативно ввиду своей однообразности: все они в результате сводятся к необходимости «продраться через несколько уровней […] без единого сохранения и постараться не умереть».
В обзоре RPGFan графика и история игрового мира Krater удостоилась положительной оценки. Журналист отмечает, что сеттинг описан довольно «забавно», на необычном диалекте английского. Боевую систему он отнёс к недостаткам ввиду её простоты и ограниченности в выборе стратегии. Помимо этого, обозреватель охарактеризовал систему управления как «неудобную», так как большинство действий выполняется с помощью правой кнопки мыши и зачастую вместо того, чтобы атаковать противника, отряд подходит ближе к нему. Аналогичное мнение было высказано и на сайте Game Informer: битвы были названы скучными и слишком быстро «приедающимися». «Хорошие идеи Krater погребены под кучей скучной, рутинной ерунды», — заключает обозреватель.
Игра заняла 62-е место в списке самых обсуждаемых игр на сайте Metacritic.
Летом 2018 года, благодаря уязвимости в защите Steam Web API, стало известно, что точное количество пользователей сервиса Steam, которые играли в игру хотя бы один раз, составляет 179 546 человек.